# Xorides propinquus
Xorides propinquus är en stekelart som först beskrevs av Tschek 1869.  Xorides propinquus ingår i släktet Xorides och familjen brokparasitsteklar. Inga underarter finns listade i Catalogue of Life.